# Dhaid
Dhaid (in arabo الذيد‎?), o anche Al Dhaid, è una municipalità dell'Emirato di Sharja, negli Emirati Arabi Uniti che si trova nella Regione Centrale di Sharja.

## Storia
Dopo l'espulsione dei portoghesi dalla zona del Golfo Persico, avvenuta verso la metà del XVII secolo, gli Al Qasimi estesero la loro influenza sulla regione, arrivando a controllare una vasta area che si estendeva dalla linea che collegava la città di Sharjah sulla costa occidentale con Khor Kalba sulla costa orientale, verso nord, fino a comprendere gran parte della penisola di Musandam.
Dhaid era il più importante dei villaggi dell'Impero Qasimi che non si trovano sulle coste. L'importanza strategica del villaggio derivava dalla sua posizione all'ingresso al Wadi Siji, che insieme al Wadi Ham formava il più facile dei percorsi naturali tra Sharjah e le sue dipendenze orientali.
Secondo il Gazetteer, agli inizi del '900 il villaggio era composto da circa 140 case, 70 delle quali appartenevano alla sezione insediata di Tanaij,  40 ai Bani Qitab e 30 ai Khawatir, un sottogruppo dei Na'im. È citata la presenza di un forte a quattro torri appartenente allo Sceicco di Sharjah. Il villaggio era circondato da un'oasi di circa 1 miglio di diametro costituita da boschi di palme da datteri. L'insediamento era governato e tenuto in ordine da un Wali agli ordini dello Sceicco di Sharjah che raccoglieva per suo conto le decime sotto forma di datteri prodotti dalle piantagioni.
Negli anni '20 Dhaid si trovò al centro di una disputa della famiglia Al Qasimi. La disputa riguardava il mantenimento della famiglia dello sceicco Khalid bin Ahmad Al Qasimi che nel 1924 era stato deposto da sovrano di Sharjah da suo nipote Sultan bin Saqr Al Qasimi. Nel giugno 1927 fu raggiunto un accordo tra Khalid e il nuovo Sovrano in base al quale egli ottenne alcuni sussidi, il forte di Dhaid come residenza della famiglia e il permesso di riscuotere per proprio uso le entrate abituali e di altro tipo a Dhaid.
Khalid tuttavia non si stabilì a Dhaid, ma rimase a Umm al Qaiwain, dove si era rifugiato dopo la deposizione, limitandosi a inviare sul posto alcuni dei suoi uomini per prendersi cura della sua proprietà. Il motivo della sua assenza era che i beduini che avevano precedentemente presidiato il forte per conto di Sultan bin Saqr erano ancora sostenuti da lui con armi, munizioni e rifornimenti, mentre Khalid non aveva i mezzi per contrastarli. Il fatto che Khalid non potesse svolgere la funzione del wali di far rispettare la legge e l'ordine, in particolare nelle controversie tra le tribù Bani Qitab, Khawatir e i loro fratelli beduini che stazionavano nella zona, generò del malcontento fra la popolazione. Di questa situazione cercarono di approfittare i Na'im che nell'aprile del 1028 si recarono a Ras al-Khaimah e chiesero al sovrano, Sultan bin Salim, di gestire Dhaid per conto di Khalid bin Ahmad.
Il sovrano di Ras al-Khaimah aderì formalmente all'accordo, ma di fatto non vi diede seguito, consapevole che esso non avrebbe portato nessun vantaggio per lui, ma solo ai beduini che lo vedevano come un modo per indebolire il dominio degli Al Qasimi. Alla fine Khalid prese il pieno possesso di Dahid, nel luglio 1928, e né il Sovrano di Ra's al Khaimah né il Sovrano di Sharjah sollevarono alcuna obiezione. Khalid non risiedeva in modo permanente a Dhaid, ma visitava frequentemente il forte. Egli mantenne il possesso di Dhaid anche quando fu nominato reggente di Kalba nel settembre 1937.

## Territorio
Il territorio della municipalità occupa una superficie di 315,9	 km² che si sviluppa nella Regione Centrale di Sharja, al confine con l'Emirato di Umm al-Qaywayn  a nord e l'Emirato di Fujaira a est.
L'area è attraversata in direzione est-ovest da due strade principali, la Sharjah – Masafi (E 88) che scorre a nord e la Khorfakkan Road (S 142) che scorre a sud, queste strade si intersecano con la Umm al-Quwain – Al Shuwaib (E 55) che scorre in direzione nord-sud.
La municipalità di Al Dhaid è stata istituita nel 1976 mentre il 6/3/2005 è stato istituito il consiglio municipale del comune di Al-Dhaid.
L'abitato di Al Dhaid occupa un'oasi al centro di un'area desertica posta alla intersezione delle due strade principali della regione, la E 88 e la E 55, alla fine del Wadi Siji, non lontano dalle pendici dei Monti Ḥajar..
Il territorio di Al Dhaid è noto per la sua fertilità dovuta sia alla presenza di wadi stagionali che ai sistemi di canalizzazione detti falaj che fin dall'antichità trasportano l'acqua dai vicini monti Ḥajar. Abbondano le piantagioni di palme da dattero e coltivazioni di frutta e verdure, tra cui fragole, lime, guava e mango.
I principali punti di riferimento della municipalità sono: 
- Al Dhaid Fort. Il forte, conosciuto anche con il nome Al Hisn Dhaid, fu costruito nella seconda metà del XVIII secolo. Ha una pianta rettangolare 32 m di lunghezza x 26 m di larghezza ed è dotato di quattro torri, due a pianta circolare e due a pianta quadrata.[11]
- Camel Race Track. Questo circuito ospita regolarmente corse di cammelli solitamente la mattina del giovedi e venerdi in tutto il periodo invernele da ottobre a marzo. Si trova nella zone meridionale della municipalità ed è facilmente raggiungibile dalla E 55.[12]
- Sheikh Khalid bin Mohammed Palace. Il palazzo ha una storia che risale agli anni '50, quando lo sceicco Saqr bin Sultan Al Qasimi ne iniziò la costruzione, che fu successivamente completata dallo sceicco Khalid bin Mohammed Al Qasimi negli anni '60. Il palazzo è stato interamente restaurato nel 2020. Dopo la restaurazione ha preso il nome di Arts Palace. Nel 2023 ha ospitato una serie di esposizioni nell'ambito della 15ª Biennale di Sharja.[13]